# The Mystery of Life
| Оценки критиков  | Оценки критиков |
| Источник         | Оценка          |
| ---------------- | --------------- |
| AllMusic         | [ 1 ]           |
| Robert Christgau | link            |

The Mystery of Life — студийный альбом американского кантри-певца Джонни Кэша, изданный 19 февраля 1991 года лейблом Mercury Records. Альбом достиг 70 места в кантри-чарте, а сингл, «Goin’ by the Book», достиг 69 места в Hot Country Songs.
The Mystery of Life стал последним для Mercury Records. Песни, вошедшие в альбом, были собраны как с последних сессий, так и с остатков первой сессии Кэша на Mercury в 1986 году для альбома Johnny Cash Is Coming to Town.
В альбом вошли новые записи двух песен, которые уже ассоциировались с Кэшем со времен его работы на Sun и Columbia, «Hey Porter» и «Wanted Man», а также ремейк песни The Greatest Cowboy of Them All, которая была записана для Columbia, но вышла на «неколумбийском» релизе «A Believer Sings the Truth». Песня «I’ll Go Somewhere and Sing My Songs Again» — дуэт с Томом Т. Холлом. Неудачные результаты альбома в чартах (он добрался лишь до № 70) и «Goin' by the Book», единственного сингла, попавшего в чарт (№ 69), в сочетании с неустойчивыми отношениями Кэша с Mercury, привели к его уходу с лейбла после выхода альбома. В 2003 году альбом был переиздан с песней «The Wanderer» с альбома U2 Zooropa 1993 года, выпущенного Island Records, в качестве бонус-трека. В 2006 году песни «I’m an Easy Rider» и «Beans for Breakfast» были использованы в саундтреке к видеоигре Scarface: The World Is Yours.
Согласно биографии Кэша 1997 года, Mercury отпечатали только 500 копий альбома, но биограф Роберт Хилберн в книге Johnny Cash: The Life (2013) считает это преувеличением со стороны Кэша.
Это был последний новый студийный альбом с участием барабанщика У. С. «Флюка» Холланда, который был членом бэк-группы Кэша и участвовал почти во всех его записях с 1950-х годов. Холланд не участвовал в сессиях записи альбома Country Christmas и в записях, сделанных для American Recordings, хотя он продолжал выступать с Кэшем на концертах.

## Отзывы
Альбом получил умеренные отзывы музыкальной критики и интернет-изданий. Рови Стафф из Allmusic написал, что «Этот альбом содержит перезаписанные версии таких любимых песен Кэша, как „Hey Porter“, „Angel and the Badman“, „Goin' by the Book“, „The Greatest Cowboy“ и других». Диск вошёл в чарт кантри-альбомов Billboard Top Country Albums на 70-м месте, а его сингл «Goin’ by the Book» не поднялись выше 50-го места в Hot Country Songs.

## Список композиций
| №   | Название                                                         | Автор(ы)                                        | Длительность |
| --- | ---------------------------------------------------------------- | ----------------------------------------------- | ------------ |
| 1.  | «The Greatest Cowboy of Them All»                                | Johnny Cash                                     | 3:34         |
| 2.  | «I'm an Easy Rider»                                              | Johnny Cash                                     | 2:36         |
| 3.  | «The Mystery of Life»                                            | Joe Nixon                                       | 3:11         |
| 4.  | «Hey, Porter»                                                    | Johnny Cash                                     | 2:20         |
| 5.  | «Beans for Breakfast»                                            | Johnny Cash                                     | 3:18         |
| 6.  | «Goin' by the Book»                                              | Butch Chester Lester                            | 3:19         |
| 7.  | «Wanted Man»                                                     | Bob Dylan, Johnny Cash                          | 2:52         |
| 8.  | «I'll Go Somewhere and Sing My Songs Again» (дуэт с Tom T. Hall) | Tom T. Hall                                     | 3:11         |
| 9.  | «The Hobo Song»                                                  | John Prine                                      | 3:32         |
| 10. | «Angel and the Badman»                                           | Johnny Cash                                     | 2:24         |
| 11. | «The Wanderer» (с U2) (бонусный трек в поздних тиражах)          | Bono, Adam Clayton, The Edge, Larry Mullen, Jr. | 4:44         |

## Чарты

### Альбом (еженедельные чарты)
| Чарт (1991)                        | Высшая позиция |
| ---------------------------------- | -------------- |
| США (Billboard Top Country Albums) | 70             |

### Синглы
| Год  | Сингл                 | Высшая позиция |
| Год  | Сингл                 | US Country     |
| ---- | --------------------- | -------------- |
| 1990 | «Goin’ by the Book»   | 69             |
| 1991 | «The Mystery of Life» | -              |